# 1. Klavierkonzert (Mendelssohn)

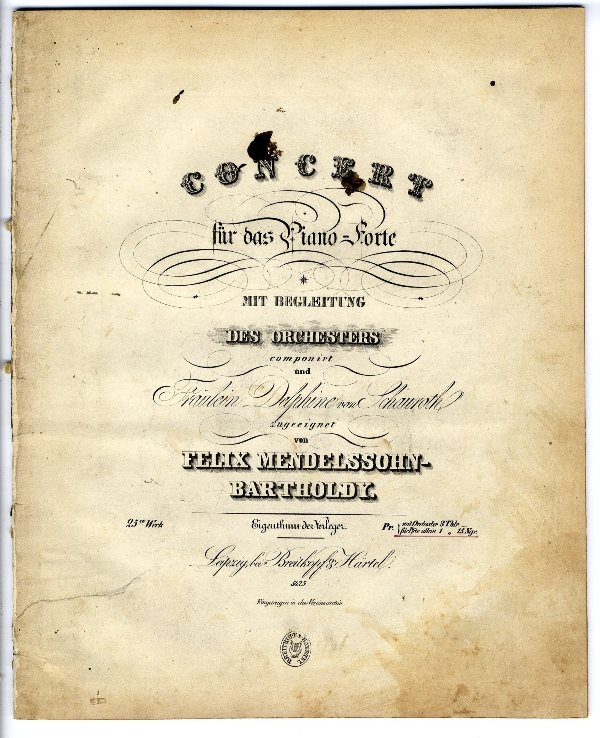
Titelseite von Felix Mendelssohn Bartholdys Klavierkonzert Nr. 1 mit Widmung an Delphine von Schauroth

Das Klavierkonzert Nr. 1 g-Moll op. 25 (MWV O 7) ist das erste von zwei Klavierkonzerten von Felix Mendelssohn Bartholdy. Das als Jugendwerk entstandene Klavierkonzert für Klavier und Orchester in a-Moll sowie zwei in Mendelssohns Nachlass enthaltene Konzerte für zwei Klaviere und Streichorchester in d-Moll bzw. für Vollorchester in E-Dur haben keine offizielle Nummerierung; erst das g-Moll-Konzert wurde von Mendelssohn als gut genug für eine Veröffentlichung befunden.

## Entstehung
Mendelssohn schrieb das Konzert im Jahr 1831 in Rom und vollendete große Teile davon in München. Es ist der 17-jährigen Pianistin Delphine von Schauroth gewidmet, mit der ihn eine Liebesromanze verband. Wahrscheinlich hatte Mendelssohn bereits ein Jahr zuvor erste Überlegungen zur Komposition angestellt. Mendelssohn instrumentierte den Orchestersatz in München in großer Eile. Dabei schrieb er den Klavierpart nicht auf; dieser fehlt in der Gesamtpartitur. Das lässt darauf schließen, dass Mendelssohn ihn aus dem Gedächtnis spielte.
Die Uraufführung im Münchener Odeonssaal, bei der auch König Ludwig I. anwesend war, fand am 17. Oktober 1831 bei einem Benefizkonzert »Zum Besten der Armenpflegegesellschaft« statt, bei dem Mendelssohn neben dem Klavierkonzert auch seine 1. Sinfonie dirigierte. Die Solistin war Delphine von Schauroth. Mendelssohn schrieb über die von ihm dirigierte Uraufführung des Klavierkonzerts: »Gestern ist denn nun mein Concert gewesen, und brillanter und vergnügter ausgefallen, als ich es erwartet hatte [...] Es waren gegen 1100 Menschen drin, und so können die Armen zufrieden sein«.
Mendelssohn spielte das Klavierkonzert als Solist zum ersten Mal in London mit der Philharmonic Society am 14. und 28. Mai 1829. Nach dem Konzert wurde Mendelssohn in die Loge des Königs gebeten.
Er sagte über sein Konzert, es sei ein „schnell dahingeworfnes Ding, das ich fast nachlässig zu Papier gebracht habe. Den Leuten scheint es am besten zu gefallen, obgleich mir selbst wenig“. Dennoch spielte er es als Solist weiterhin auf seinen Tourneen, so unter anderem in Berlin und Leipzig.

## Zur Musik

### Satzbezeichnungen
1. Molto allegro con fuoco
2. Andante
3. Presto. Molto allegro vivace

### Analyse
Klavier- und Orchesterpart sind in dem Konzert eng miteinander verzahnt. Von Carl Maria von Webers Konzertstück für Klavier und Orchester f-Moll op. 79 beeinflusst, lässt Mendelssohn auch in seinem ersten Klavierkonzert die Sätze ineinander übergehen, um damit den leidigen Zwischenapplaus zu unterbinden. Das Webersche Vorbild übte ebenfalls Einfluss auf den Kopfsatz des Konzerts aus. Das Klavier erhält einen dramatischen, energiegeladenen Auftritt nach einer knappen crescendoartigen Orchester-Introduktion, ohne die sonst bei Konzerten übliche Orchestereinleitung. Thematisch folgen im Kopfsatz eine Phantasie und ein lyrisches Seitenthema. Gegen Ende des ersten Satzes finden sich Strettomelodien. Die Überleitung zum E-Dur-Andante im Stil eines Nocturnes findet in den Trompeten und Hörnern statt; Bratschen und Celli führen das Thema des Mittelsatzes aus. Es sind erneut die Trompeten und Hörner, die das überschäumende Presto-Finale einleiten, dessen Klavierstil an Johann Nepomuk Hummel erinnert. Die energisch brausende Musik des Finales enthält kurze Anklänge an den Kopfsatz des Konzerts. Das furiose Ende ist gepackt mit virtuosen, beidhändigen Martellato-Oktaven-Passagen, schnell aufsteigenden beidhändigen Oktaven-Tonleitern und brillant gebrochenen Akkorden in der rechten Hand.

## Rezeption, Aufführungen, Einspielungen
Mendelssohns erstes Klavierkonzert genoss im 19. Jahrhundert hohe Beliebtheit und war ein „Schlager, der auf keinem Programm fehlen durfte“. Mendelssohn wollte dem hohen Virtuosentum seiner Zeit (Ignaz Moscheles) ein Konzert entgegenstellen, das technisch einfach und doch von hohem musikalischem Wert war. Es liegt in der Hand des Solisten und erzeugt dennoch die beabsichtigte Konzertwirkung. Franz Liszt spielte Mendelssohn im Dezember 1831 in Paris dessen Klavierkonzert fehlerlos vom Blatt vor, also ohne es vorher geübt oder überhaupt gekannt zu haben, was Mendelssohns Bewunderung für Liszt enorm steigerte.
Im 20. Jahrhundert verblasste der Glanz des Konzerts. Es rückte gegenüber späteren, anspruchsvolleren Kompositionen in den Hintergrund. Heute (Stand Mai 2020) spielen es viele Pianisten wieder öffentlich, und es gibt eine Reihe von CD-Einspielungen großer Pianisten, darunter Stephen Hough, Cyprien Katsaris, Lang Lang, Murray Perahia, Andras Schiff, Ragna Schirmer, Howard Shelley, Martin Stadtfeld, Jean-Yves Thibaudet, Matthias Kirschnereit, Yuja Wang und André Watts sowie ältere Aufnahmen mit Rudolf Serkin (1959) bzw. John Ogdon (1977).